# AltoWeb
Ne doit pas être confondu avec Altoweb Inc..

Logo

AltoWeb est une solution logicielle de type intranet développée à la direction des Vérifications nationales et internationales (DVNI), structure à compétence nationale de contrôle fiscal de la direction générale des Finances publiques (DGFIP).
Les utilisateurs types de cette solution sont les vérificateurs généraux chargés des dossiers de contrôle fiscal des entreprises.
Cette solution permet aux vérificateurs de se passer d'une assistance informatique pour auditer la comptabilité informatisée de la société vérifiée : ils peuvent procéder seuls à des sélections d'écritures sur la base des informations d'icelles, à savoir la date d'écriture, le numéro de compte général utilisé, le libellé de l'écriture et du compte général, les montants au débit et au crédit, et la référence à la pièce comptable justificative, en application du PCG99 et de ses principes de documentation comptable obligatoire et de permanence du chemin de révision (PCG99 art. 410-3).